# Katze (Festungsbau)
Katze ist im Festungsbau die eingedeutschte Bezeichnung der „Kat“. Es gab folgende Formen von Katzen:
1. Die Bastions- bzw. Kurtinenkatze, auch Kavalier genannt, ist eine Geschützstellung.[1] Im Niederländischen werden diese Werke als „Kat“ bezeichnet.
2. Die Laufgrabenkatze ist eine erhöhte Infanterieaufstellung in einem  Schützengrabensystem. Sie ermöglicht zum Beispiel Flankierungsfeuer auf einem gedeckten Weg (der Aushub kam als Wall auf die Seiten; gedeckt heißt in diesem Fall, dass der Landsknecht ungesehen nach vorne zur Front kommen konnte). Diese gedeckten Gräben hatten ein Maß von etwa zwei Meter Tiefe bei einer Breite von ca. zehn Metern.